# Eustrotia bella
Eustrotia bella är en fjärilsart som beskrevs av Bethune-Baker 1911. Eustrotia bella ingår i släktet Eustrotia och familjen nattflyn. Inga underarter finns listade i Catalogue of Life.